# ソラシドエア
株式会社ソラシドエア（英: Solaseed Air Inc.）は、宮崎県宮崎市に本社を置く、日本の航空会社。リージョナルプラスウイングスの子会社。
2015年11月30日までの商号はスカイネットアジア航空株式会社（スカイネットアジアこうくう、英: Skynet Asia Airways Co., Ltd.）であった。

## 略歴

### 新規参入
スカイマークエアラインズ（SKY、現・スカイマーク）、北海道国際航空（ADO、現・AIRDO）に続く新規参入航空会社の一つで、日本航空（JAL）や全日本空輸（ANA）などの大手に比べ、割安な運賃やカラフルな機体デザイン、日本最大級のゆったりした座席配置、宮崎県産の機内ドリンクサービスが特徴である。2002年8月に東京/羽田 - 宮崎線に新規参入した。宮崎 - 福岡線も東京線開設と同時に開設予定だったが、採算性が良い東京線が優先され、福岡線の開設は事実上見送られた。
国際航空運送協会 (IATA) に契約更新料金を支払わなかったためIATA航空会社コードは6JからLQに変更された。その後、2013年12月18日付で6Jを再交付されている。

### 事業再生
2004年6月より産業再生機構の経営支援を受け、ANAが第2位の株主となり、同社との業務提携により経営再建を目指すことになった。また、航空券の座席予約システム（CRS）もANAのものを使用するように変更したため、搭乗券の控えなどもANAを利用した際と同一様式のものが発券される。
2004年11月には「NEXT SNA」と銘打って機内誌、雑誌、新聞、ドリンクのサービスを一度廃止。それに伴い運賃を値下げした。
しかし、他の新規参入航空会社と同様に、広告宣伝や提携販売が弱く、知名度が低いため乗客数が伸びず、また機材等への投資も十分に行われずに機材に不具合が発生すると運航便の欠航が多発。元々の集客見込みの甘さもあり、経営が改善されず、赤字が続いた。
2005年8月より、東京/羽田 - 長崎線の運航を開始。東京発の九州路線に特化することで、九州地方における知名度の向上と、首都圏から九州地方へのビジネス、観光利用者への利便性向上を図り、集客を狙っている。
2006年12月、産業再生機構とANAによる事業再生に一定の目処が立ったため、産業再生機構は保有する議決権割合の41.96パーセントに当たる株式を宮交ホールディングスが設立した宮交エアグランドサービス株式会社（宮交AGS）が行う株式公開買付け（TOB）へ応募することを決定した。
2007年1月 宮交AGSは正式なTOB内容を発表。
公告日2007年1月9日、買付上限5万100株 (41.96パーセント) 、買付価格3万5900円、買付期間2007年1月9日 - 2月5日、公開買付代理人 日興コーディアル証券。
すべての株主がTOBに応募できるため、買付上限を超える株数の応募があった場合、応募株数で買付上限の5万100株が按分される。産業再生機構以外の株主が応募した場合、産業再生機構保有分の株すべてが買付されない可能性がある。なお、SNA株式の一般公募額（持株会を含む）は5万円であるため、株主優待割引券を目的とする個人株主のほとんどは応募しないと思われた。
2007年1月18日、経営は大幅に改善しつつあるものの、2006年中間決算で約10億円の経常損失が発生しており、累積損失は約85億円まで増加していた。対策として資本金の50パーセント減資（38億6870万円を19億3435万円へ）、資本準備金（210億円）全額減少、日本政策投資銀行（DBJ）事業再生投資事業組合へ20億8220万円のA種優先株式発行による増資、上記優先株式増資分の全額減資を行い累積損失を大幅に減少させる案が臨時株主総会で議決された（2007年1月21日発効）。
2007年2月、宮交AGSはTOB結果を発表。産業再生機構以外の一般株主39名もTOBへ応募。応募株数は5万2432株となり、配分の結果、産業再生機構保有分全株の買付がされず、2228株が返却された。
2007年3月、産業再生機構保有の残り2228株すべてを航空事業に強みをもつ総合商社・双日が取得。
経費削減策として、予備機となっていたJA737D号機を2007年12月に返却している。さらに、2007年9月を目処に、現行の東京/羽田 - 長崎線、東京/羽田 - 熊本線をそれぞれ6往復/日から4往復/日へ減便、東京/羽田 - 宮崎線を6往復/日から7往復/日へ増便し、新たに東京/羽田 - 鹿児島線に3往復/日で新規参入することが発表された（全便がANAとのコードシェア）。また、同年4月からは同じくANAの事実上の傘下にあるAIR DOと連帯運送を開始した。しかし、ANAとのコードシェア運航により、新興航空会社向け優先枠が設けられている羽田空港発着枠の優先枠の半分が自動的にANAに付与される形になるため、当時新興航空会社最大手のスカイマークから「実質的にANAの傘下にあるスカイネットアジア航空に（他の新興航空会社と同様の数の）新興航空会社向け優先枠を与えることはおかしい」との批判を受けた。
2013年3月期決算においては、純利益が過去最高（前年比約2倍）の11億100万円となり、6期連続の単年度黒字を計上した。これにより、事業開始以来積み上がってきた累損が解消した。新型機導入によるコスト削減効果と、搭乗者数・搭乗率の向上により営業利益が19億4500万円と前年比約3倍に達したことが利益増に寄与した。
2015年3月29日より、中部国際空港へ乗り入れを開始し、1日1往復（2018年10月以降1日2往復）で那覇線を運航。2021年3月28日には念願だった羽田発着幹線である東京/羽田 - 那覇線が就航し、1日3往復の運航が始まった。

### 経営統合
2021年5月、ANA傘下であること、日本政策投資銀行が筆頭株主であること等の共通点があるAIRDOと共同持株会社の設立を検討していることが報じられた。両社は、COVID-19の影響が出る前から資本提携する可能性を探っていたという。
同年5月31日には、議決権のない優先株による第三者割当増資を7月に実施後、資本金を1億円に減資、中小企業として税務軽減すること、2022年6月に開かれる各社の株主総会で株式移転を承認後、2022年10月をめどに共同持株会社を設立すること、両社は事業会社として持株会社の傘下に入り、経営の独立性は維持しつつ経費削減を目指すこと、羽田発着枠は合併という形を取らないため、回収回避される見込みであることが発表された。
2022年5月30日、共同持株会社の社名について、「リージョナルプラスウイングス」とし、同年10月3日に設立することを発表した。本社は羽田空港近くの東京都大田区に置くとしている。

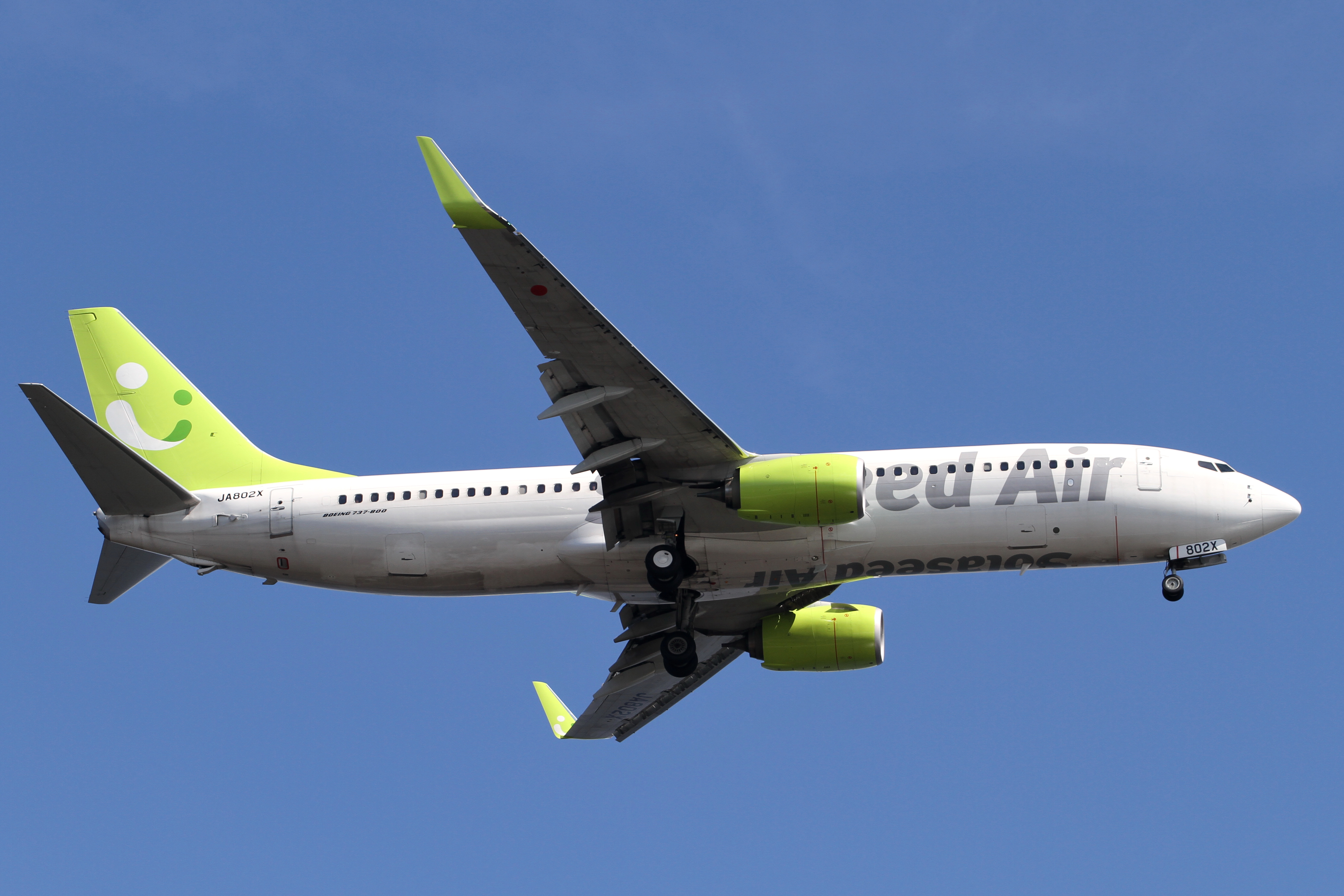
ソラシドエアのボーイング737-800
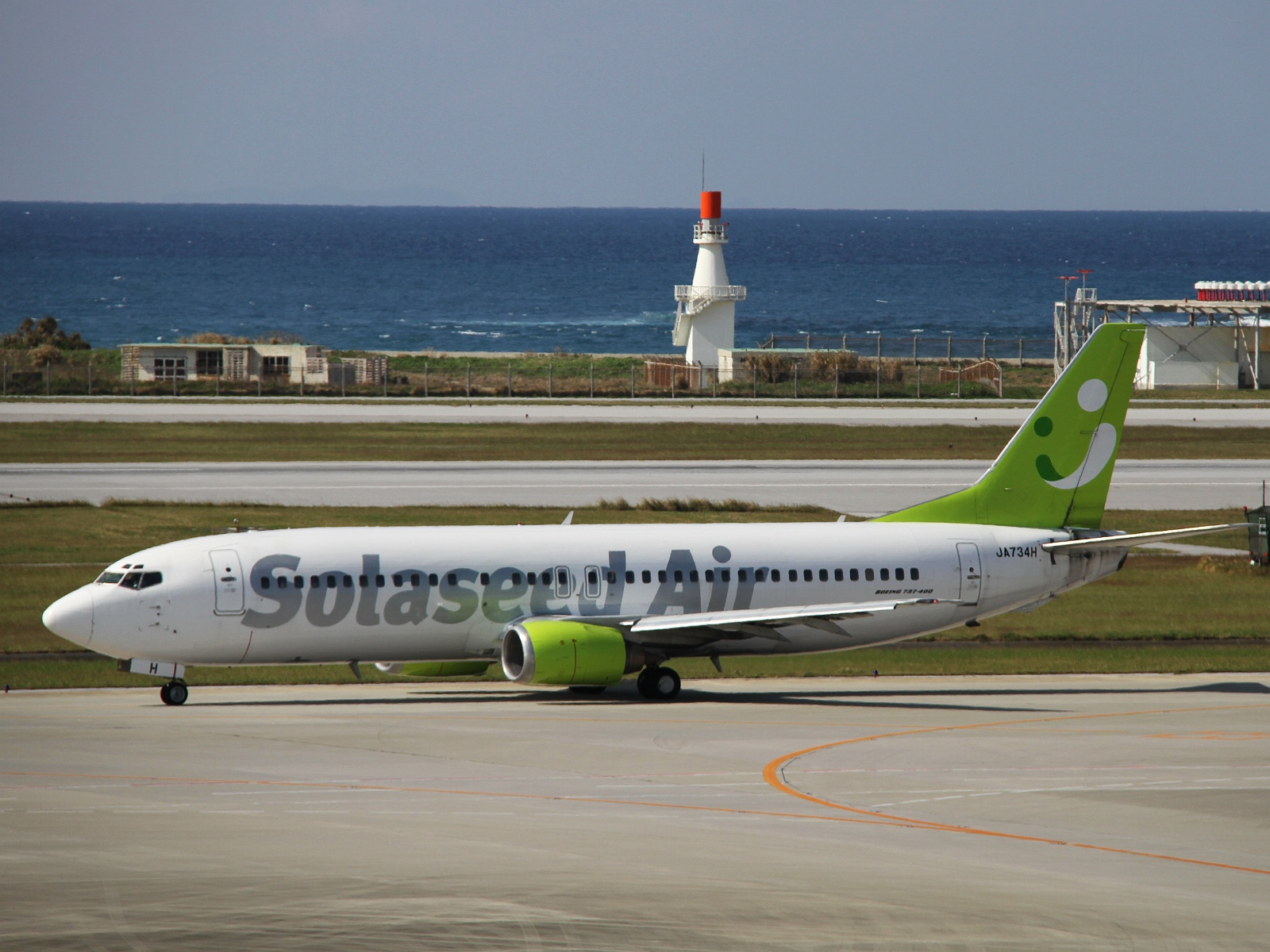
ソラシドエアのボーイング 737-400 JA734H（那覇空港）
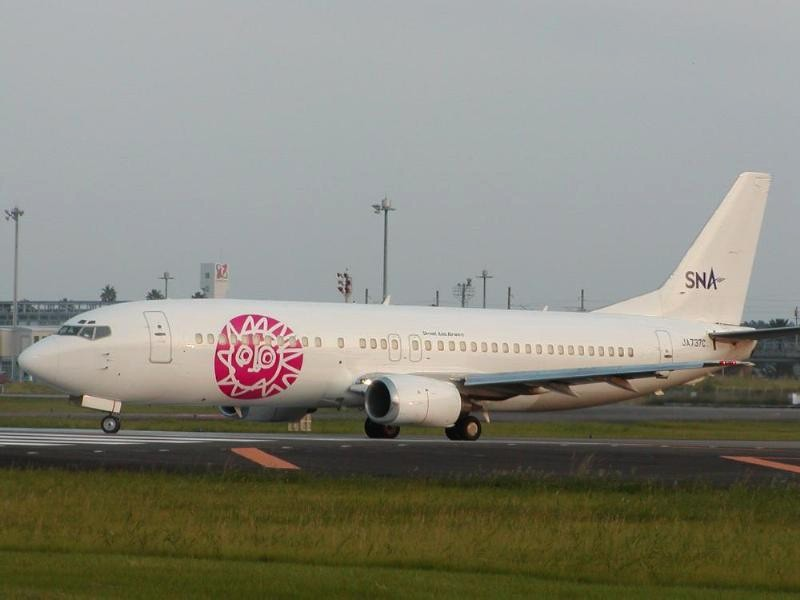
熊本線参入直後の暫定塗装機 ボーイング 737-400 JA737C（2004年）

## 沿革
- 1997年（平成9年）7月3日 - パンアジア航空株式会社として福岡市で設立。
- 1999年（平成11年）8月 - スカイネットアジア航空株式会社へ商号変更。
- 2000年（平成12年）9月 - 本社を宮崎市に移転。
- 2002年（平成14年）
  - 5月 - 福岡 - 宮崎線3往復分の枠を、東京/羽田 - 宮崎線へ割り当て（3往復→6往復）、福岡線開設見送り[要出典]。
  - 5月21日 - 航空運送事業の許可を受ける[14]。
  - 7月31日 - 運航規定および整備規定の認可を受ける[14]。
  - 8月1日 - 東京/羽田 - 宮崎線就航。
- 2003年（平成15年）
  - 6月 - 女子マラソン選手、高橋尚子とスポンサー契約（2005年5月契約満了）。
  - 8月1日 - 東京/羽田 - 熊本線就航。
- 2004年（平成16年）6月25日 - 宮崎銀行らと連名で、産業再生機構に支援を申請、同日支援が決定。
- 2005年（平成17年）8月1日 - 東京/羽田 - 長崎線就航（前年12月に発表）。
- 2006年（平成18年）4月1日 - ANAとのコードシェア運航開始。同時に羽田空港での使用旅客ターミナルを第2旅客ターミナルに移転。
- 2007年（平成19年）
  - 4月1日 - ADOとの相互連帯運送乗り継ぎサービスを開始[15]。
  - 9月1日 - 東京/羽田 - 鹿児島線就航（3月に発表、初の鹿児島発着路線）。
- 2009年（平成21年）
  - 2月1日 - 那覇 - 長崎線、那覇 - 鹿児島線就航（前年11月に発表）。
  - 11月1日 - 那覇 - 熊本線、那覇 - 宮崎線就航（7月に発表）。
  - 11月26日 - 連結子会社だったスカイネットツアーズ株式会社を清算。
- 2010年（平成22年）
  - 10月1日 - マイレージサービス「SNAスマイルクラブ」を開始。
  - 10月31日 - 羽田 - 大分線就航[16]。
- 2011年（平成23年）
  - 3月31日 - ボーイング737-800型新造機を以後の2年間で6機導入しつつ、フリートの更新を進めることを柱とする2011 - 2012年度中期事業計画発表[17]。
  - 5月30日 - 宮崎空港ビルの一部増床に伴い本社機能を同ビル2Fに移転、運用開始。
  - 7月1日 - 新ブランド「ソラシド エア（Solaseed Air）」を導入[18]。
  - 7月15日 - 会社初の新造機、JA801Xが就航[19]。
- 2012年（平成24年）
  - 2月18日 - 新機材導入に伴って確保された予備機を活用し、チャーター便を宮崎 - 仙台間で初運航（使用機材はJA737F）[20]。
  - 5月21日 - 同日の金環日食に合わせて企画されたサッポロビール主催「『サッポロ 麦とホップ「空からの日食体験が当たる！』キャンペーン」に資する羽田発着の専用チャーター便を新造機で運航[21]。
  - 8月1日 - 就航10周年記念事業として機体活用プロジェクト「空恋 〜空で街と恋をする〜」[22]に着手[23]。地域振興を目的に、就航地周辺自治体と共同で各種PRを展開するもので、1機、1自治体、1年間を基本スケジュールとする。
  - 10月18日 - 空恋プロジェクト第1号機となる宮崎県綾町「綾ユネスコ エコパーク号」ラッピング機が初フライト。使用機材はJA804Xで、ソラシド塗装移行後初の特別塗装機となった、あわせて綾町旅行招待キャンペーン等を展開[24]。
- 2013年（平成25年）
  - 6月1日 - 神戸 - 那覇線 就航[25]。
  - 7月26日 - 日本政策投資銀行と九州地銀5行がシンジケート・ローンを組成、スカイネットアジア航空が新設した特定目的会社「株式会社マンゴーファイナンス」に対する34億円の融資を実行。初の航空機自社保有のための資金調達（詳細後述）。
  - 7月31日 - フリートに残存していた唯一の旧塗装機JA737Fがリース期限を迎えてラストフライト、退役。
- 2014年（平成26年）9月29日 - SNAとして最後の737-400型機となったJA392Kがこの日の熊本発羽田行22便にてラストフライト。同月24日にラストフライトを終え、この日は同便のスタンバイ機となっていたJA737Bとともに退役。
- 2015年（平成27年）
  - 3月29日 - 那覇 - 名古屋/中部線、那覇 - 石垣線 就航[26][27]。
  - 6月23日 - 株式会社ソラシドエア（英語社名:Solaseed Air Inc.）へ12月1日から商号変更することを株主総会で決議[28]。
  - 12月1日 - 商号を株式会社ソラシドエアへ変更。
- 2017年（平成29年）12月1日 - 機内オンデマンドコンテンツ「ソラタイム」サービス開始[29]。のちコロナ禍の休止を経て、2025年5月31日に終了した。
- 2018年（平成30年）10月28日 - 名古屋/中部 - 鹿児島線 就航[30]。
- 2020年（令和2年）3月29日 - 那覇 - 福岡線、名古屋/中部 - 宮崎線 就航[31]。
- 2021年（令和3年）3月28日 - 東京/羽田 - 沖縄/那覇線 就航。
- 2022年（令和4年）
  - 1月 - 英シリウム調査で2021年定時到着率 世界1位（LCCカテゴリー）に認定[32]。
  - 10月3日 - AIRDOとの共同持株会社リージョナルプラスウイングスの子会社となる。
- 2023年（令和5年）3月2日 - 初の全面塗装特別機「ナッシージェット宮崎」が初飛行。

## 路線

### 就航路線
2025年2月現在。全便がソラシドエアの機材、乗務員を使用した全日本空輸（ANA）との共同運航便。
- 東京/羽田 - 長崎、熊本、大分、宮崎、鹿児島、沖縄/那覇
- 沖縄/那覇 - 大阪/神戸、名古屋/中部、福岡、宮崎、鹿児島、石垣、東京/羽田
- 名古屋/中部 - 宮崎、鹿児島、沖縄/那覇

| ○    | ○    | ○    | ×    | 羽田 |
| ○    | ○    | ○    | 中部 |      |
| ○    | ×    | 宮崎 |      |      |
| ○    | 鹿児 |      |      |      |
| 那覇 |      |      |      |      |

### 新規就航予定
- 2018年以降、那覇空港および中部国際空港発着の路線を拡充している。

### チャーター便実績
- 国際線
  - 宮崎 - 高雄（2015年10月[34]）
  - 東京/羽田 - ソウル/仁川（2017年1月）
  - 長崎 - 台北/桃園（2018年6月[35]）
  - 大分 - 台北/桃園（2018年7月[36]）
  - 熊本 - 台北/桃園（2018年9月[37]、2019年9月[38]）
  - 福岡 - 台北/桃園（2018年12月[39]、2019年1月[39]）
  - 鹿児島 - 台北/桃園（2019年2月[40]、10月[41]）
  - 沖縄/那覇 - 台北/桃園（2020年1月[42]）

## 保有機材

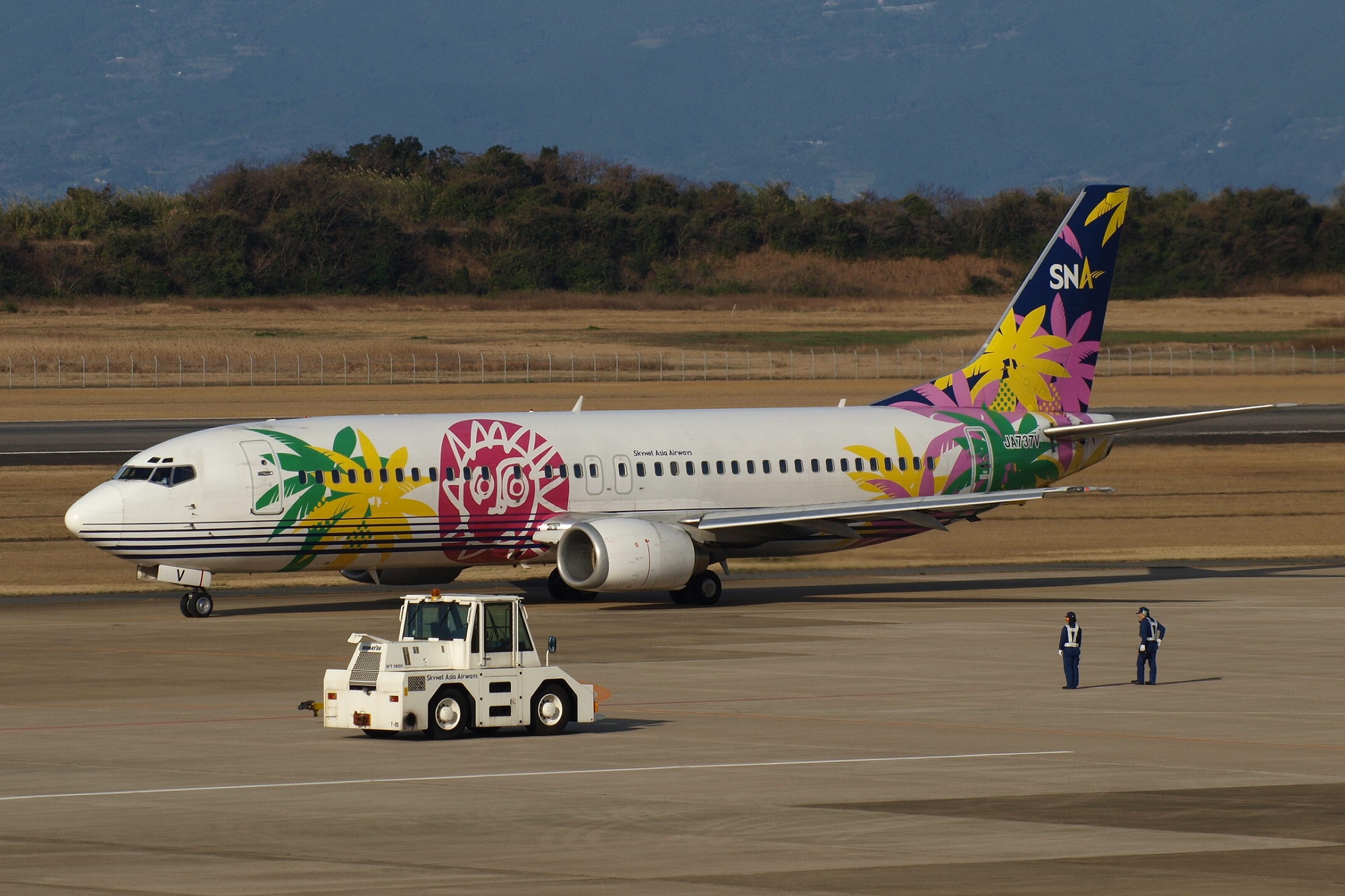
旧塗装のボーイング 737-400 JA737V（長崎空港）

ソラシドエアの機材は以下の航空機で構成される。
2010年以前は、フリート全機が複数の航空会社での運用を経たボーイング737-400型のリース機材であったが、2011年よりボーイング737-800型新造機への更新が図られた。また、リースのみならず一部機材の自社保有も行っている（後述）。
- ボーイング737-800、14機 （エンジン形式はCFMインターナショナル CFM56-7B26/7B26E/7B24）

### 保有機材
| ソラシドエア 運用中機材一覧 | ソラシドエア 運用中機材一覧 | ソラシドエア 運用中機材一覧 | ソラシドエア 運用中機材一覧 | ソラシドエア 運用中機材一覧 | ソラシドエア 運用中機材一覧 | ソラシドエア 運用中機材一覧                                                                                 |
| 機体記号                    | 型式                        | 製造番号                    | 製造年                      | 最大重量                    | 登録日                      | 備考 |
| --------------------------- | --------------------------- | --------------------------- | --------------------------- | --------------------------- | --------------------------- | --- |
| JA801X                      | Boeing 737-81D/WL           | 39415                       | 2011                        | 70,500                      | 2011/06/22                  | AWASよりリース導入                                                                                          |
| JA802X                      | Boeing 737-81D/WL           | 39418                       | 2011                        | 70,500                      | 2011/10/26                  | AWASよりリース導入                                                                                          |
| JA803X                      | Boeing 737-86N/WL           | 39395                       | 2012                        | 70,500                      | 2013/06/21                  | 三井住友ファイナンス&リースへ左記日付を以て移転登録←GECASリースにて2012/02/07新規登録                       |
| JA804X                      | Boeing 737-86N/WL           | 38026                       | 2012                        | 70,500                      | 2013/08/01                  | SNA/ソラシドエア（マンゴーファイナンス）へ左記日付を以て移転登録←GECASリースにて2012/05/01新規登録          |
| JA805X                      | Boeing 737-86N/WL           | 38035                       | 2013                        | 70,500                      | 2013/11/01                  | 同日エス・エル・シルルに移転登録←SNA/ソラシドエアへ左記日付を以て移転登録←GECASリースにて2013/01/31新規登録 |
| JA806X                      | Boeing 737-86N/WL           | 38036                       | 2013                        | 70,500                      | 2013/02/13                  | GECASよりリース導入                                                                                         |
| JA807X                      | Boeing 737-81D/WL           | 39431                       | 2013                        | 70,500                      | 2013/07/12                  | AWASよりリース導入                                                                                          |
| JA808X                      | Boeing 737-81D/WL           | 39433                       | 2013                        | 70,500                      | 2013/09/19                  | AWASよりリース導入                                                                                          |
| JA809X                      | Boeing 737-86N/WL           | 41247                       | 2014                        | 70,500                      | 2014/03/19                  | GECASよりリース導入                                                                                         |
| JA810X                      | Boeing 737-86N/WL           | 41271                       | 2014                        | 70,500                      | 2014/05/22                  | GECASよりリース導入                                                                                         |
| JA811X                      | Boeing 737-86N/WL           | 43406                       | 2014                        | 70,500                      | 2014/09/04                  | GECASよりリース導入                                                                                         |
| JA812X                      | Boeing 737-86N/WL           | 43402                       | 2015                        | 70,500                      | 2015/03/18                  | GECASよりリース導入                                                                                         |
| JA813X                      | Boeing 737-86N/WL           | 64876                       | 2018                        | 70,500                      | 2018/10/25                  | GECASよりリース導入                                                                                         |
| JA67AN                      | Boeing 737-881/WL           | 33911                       | 2011                        | 71,000                      | 2019/10/15                  | ANAよりリース導入                                                                                           |

### かつて使用していた機材
| スカイネットアジア航空/ソラシドエア 退役機材一覧 | スカイネットアジア航空/ソラシドエア 退役機材一覧 | スカイネットアジア航空/ソラシドエア 退役機材一覧 | スカイネットアジア航空/ソラシドエア 退役機材一覧 | スカイネットアジア航空/ソラシドエア 退役機材一覧 | スカイネットアジア航空/ソラシドエア 退役機材一覧 | スカイネットアジア航空/ソラシドエア 退役機材一覧 | スカイネットアジア航空/ソラシドエア 退役機材一覧 |
| 機体記号                                         | 型式                                             | 製造番号                                         | 製造年                                           | 最大重量                                         | 登録日                                           | 退役時期                                         | 備考 |
| ------------------------------------------------ | ------------------------------------------------ | ------------------------------------------------ | ------------------------------------------------ | ------------------------------------------------ | ------------------------------------------------ | ------------------------------------------------ | --- |
| JA737C                                           | Boeing 737-4H6                                   | 27086                                            | 1993                                             | 62,823                                           | 2003/07/31                                       | 2008/06/13                                       | コムエアー（南アフリカ）（英語: Comair (South Africa)）←SNA/ソラシドエア（ANZEF）←ジェットエアウェイズ←マレーシア航空 |
| JA737D                                           | Boeing 737-4H6                                   | 27168                                            | 1993                                             | 62,823                                           | 2003/08/01                                       | 2007/12/04                                       | コムエアー（南アフリカ）←クルラ（英語: kulula.com）←コムエアー（南アフリカ）←SNA/ソラシドエア（ANZEF）←ジェットエアウェイズ←マレーシア航空                                                                                    |
| JA391K                                           | Boeing 737-4Y0                                   | 24545                                            | 1990                                             | 68,038                                           | 2000/06/26                                       | 2012/04/02                                       | 解体←GECAS←SNA/ソラシドエア（アゲハHD）←ANKサブリース 北海道国際航空←エアーニッポン（アイランドドルフィン）←フーツラ航空←トランスブラジル航空←AB航空←フーツラ航空                                                             |
| JA737W                                           | Boeing 737-4M0                                   | 29202                                            | 1998                                             | 62,822                                           | 2006/08/09                                       | 2012/04/05                                       | アエロ・ナイジェリア（エアロ・コントラクターズ）←GECAS←SNA/ソラシドエア（アフコ）←セレスティアルAT←ガルーダ・インドネシア航空←アエロフロート・ロシア航空                                                                      |
| JA737V                                           | Boeing 737-4M0                                   | 29201                                            | 1998                                             | 62,822                                           | 2006/09/06                                       | 2012/06/04                                       | アエロ・ナイジェリア←GECAS←SNA/ソラシドエア（アフコ）←PK-GZF リース←ガルーダ・インドネシア航空←アエロフロート・ロシア航空 元「ながさき龍馬くん」塗装機                                                                        |
| JA734H                                           | Boeing 737-4M0                                   | 29203                                            | 1998                                             | 62,822                                           | 2010/07/22                                       | 2013/04/02                                       | アエロ・ナイジェリア←GECAS←SNA/ソラシドエア（アフコ）←PK-GZH リース←ガルーダ・インドネシア航空←アエロフロート・ロシア航空 |
| JA737F                                           | Boeing 737-43Q                                   | 28492                                            | 1996                                             | 68,040                                           | 2005/07/28                                       | 2013/08/16                                       | ファルコン・アヴィエーション（米国）←SNA/ソラシドエア（ヴィーナス・エアクラフト）←アシアナ航空←台湾空軍←チャイナエアライン |
| JA737E                                           | Boeing 737-4Y0                                   | 26069                                            | 1992                                             | 68,038                                           | 2004/07/28                                       | 2013/12/04                                       | ←SNA/ソラシドエア（マーズ・エアクラフト）←マレーヴ・ハンガリー航空←ウクライナ航空 元「ありがとう700万人/来て!みて!宮崎」塗装機                                                                                                |
| JA737A                                           | Boeing 737-46Q                                   | 29000                                            | 1998                                             | 68,040                                           | 2002/02/22                                       | 2014/06/13                                       | Aviation Capital Group（米国、貨物機に改造）←SNA/ソラシドエア（スコーピオン）←SNA/ソラシドエア（ヴィーナス・エアクラフト）←H2 OO-CTV リース シティ・バード（ベルギー）←イスタンブール航空 宮崎県観光キャンペーン ステッカー付 |
| JA737G                                           | Boeing 737-43Q                                   | 28491                                            | 1996                                             | 68,040                                           | 2009/09/24                                       | 2014/07/17                                       | 解体←SNA/ソラシドエア←アフコ←S2 VT-SJC リース ジェットライト←SATA国際航空←シティ・バード←イスタンブール航空←チャイナエアライン                                                                                                |
| JA737B                                           | Boeing 737-46Q                                   | 29001                                            | 1998                                             | 68,040                                           | 2002/02/22                                       | 2014/10/                                         | ←H2 OO-CTW リース シティ・バード（ベルギー）←イスタンブール航空 宮崎県観光キャンペーン ステッカー付 |
| JA392K                                           | Boeing 737-46M                                   | 28550                                            | 1997                                             | 62,822                                           | 2001/10/01                                       | 2014/10/                                         | ←ANKサブリース 北海道国際航空←エアーニッポン←ヴァージン・エキスプレス |

JA737Dは客席定員が他機材の149 - 150名より多い170名であるため、保安上、客室乗務員を他機材より1名多く搭乗させる必要がありコストがかさむとの理由でリース会社へ返却された。同機体は2005年2月24日に緊急異常気圧低下により航空重大インシデントとして扱われる事態を起こして以後、予備機材として保管されることが多かった。

### 導入計画など

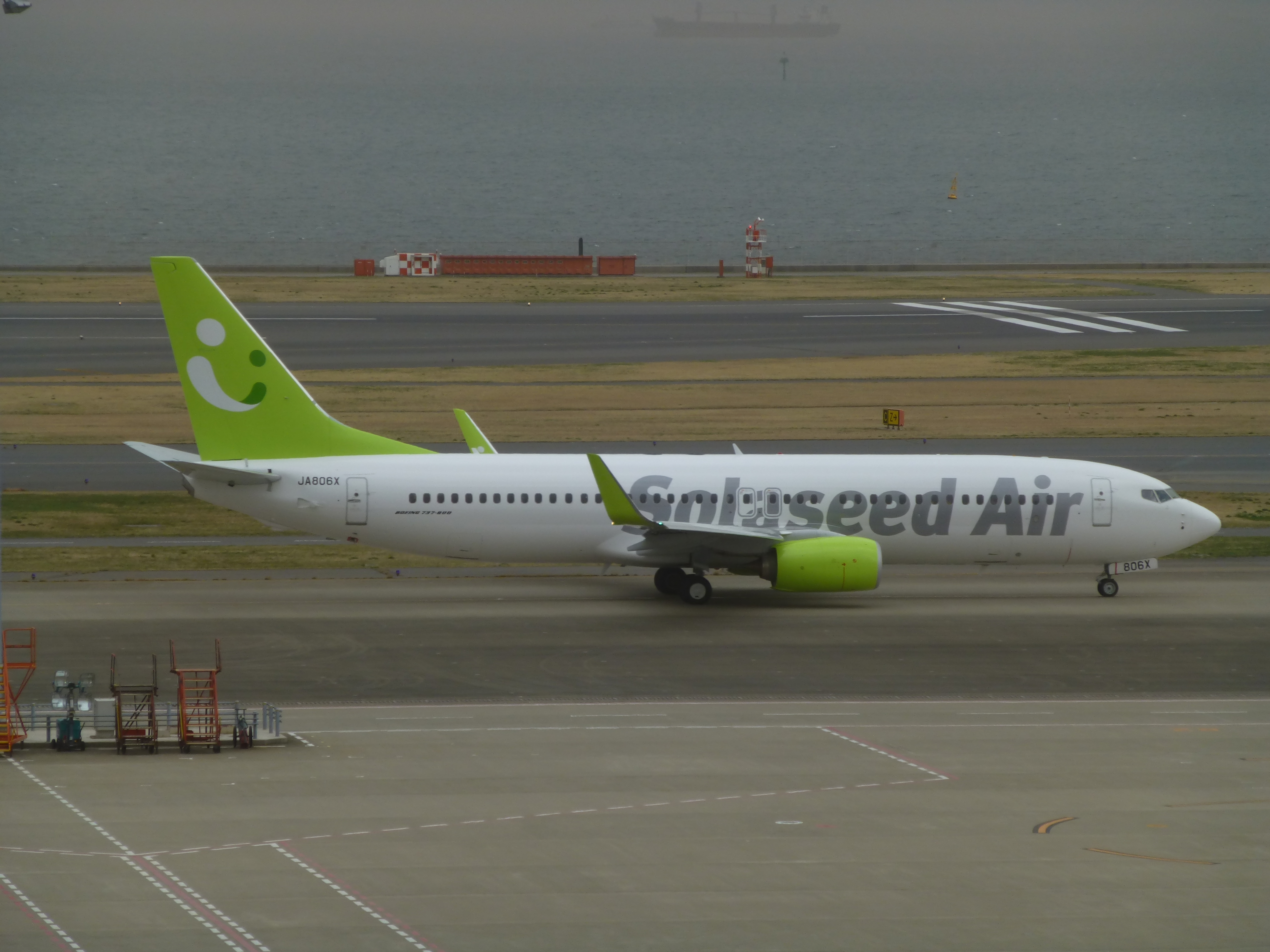
ボーイング737-800 JA806X（東京国際空港）

- ボーイング737-800型機

2011年6月および10月にボーイング737-800型の新造機2機をリース導入する契約を2010年2月8日に締結、日本時間の2月9日に発表した。これはキャビン内にLEDによる先進的照明システムと騒音低減素材を採用し、オーバーヘッド・ビン（頭上荷物棚）を大型化したBSI（Boeing Sky Interior）仕様737型機の導入を日本国内のエアラインとして初めて決定した事例となった。
2010年12月には今後の導入予定機として、先に発表した2機も含めた同型6機分（JA801X - JA806X）を国土交通省あて予約登録した。
本計画における初号機JA801Xは「ソラシド エア」へのブランド変更直後の2011年7月15日に就航。これはスカイマークのボーイング737-800型JA73NFの就航（同年5月23日就航）に次いで、BSI採用機の国内2番目の就航となった。
以降計6機が当初の予定通り2012年度までに導入された。その後、2012年3月には新たに同型4機（JA807X - JA810X）が予約登録され、2013年7月より導入実行フェイズに移行、2014年5月までに予定通り完了した。2012年12月にはさらに同型2機（JA811X、JA812X）の予約登録も行われ、JA811Xは2014年9月に導入された。なお当初、JA812Xは2015年5月の本登録予定とされたが、2015年3月登録、同年4月ライン投入に前倒しされた。
2013年4月 - 2015年3月中期経営計画では、従前の経営計画に盛りこまれていた機材更新プロセスを1年早め、2014年度下期までに旧型機材（737-400型）の処分と新造機（すべて737-800型）への移行を完了させることを謳った。同計画に基づき、最後まで残されていた旧型機材2機も新造機のJA811Xと入れ替わる形で2014年9月末に運用を終了した。これにより、BSI仕様737-800型のみによるシンプルかつ効率的なフリートが実現した。
一方で、2013年8月には、為替リスク軽減とキャッシュフローの改善を目指し、リース運用中の機材を購入する手法による航空機の一部自社保有化にも踏み切った。自社保有の初号機となったのはGECAS社からのリース機材であったJA804Xで、グループ内金融会社（特定目的会社）である株式会社マンゴーファイナンスが総額34億円の資金を日本政策投資銀行・宮崎銀行・宮崎太陽銀行・大分銀行・鹿児島銀行・肥後銀行による期間11年のシンジケートローンで調達してこれを買い取り、その後改めてスカイネットアジア航空にリースする形式が採られた。
なお、報道によれば融資主幹事たる政投銀の負担分は総額の約15％に当たる5億円であり、地銀側がより多くを担当する。これにより本件は国内航空会社の機材ファイナンスに地銀が中心的に参画した初のケースともなった。
2015-2016年度の経営計画では、737-800型12機体制が確立したため今後は将来を見据えた適正機種、機材数の検討を進めるとしている。さらに2017-2020年度中期経営戦略においては、2018年度を目途とする国内就航路線の拡充と2019年度中の国際定期便進出を目標として掲げた。これに伴い機材の増強（同期間中に2機増）が図られる計画であり、実際に2017年9月、新造機「JA813X」が国土交通省に予約登録された。機種は従来と同じ737-800型で、2018年10月25日に導入された。
2019年10月には、全日空に在籍していた737-800型機1機（JA67AN）をリース導入した。ソラシドエアの同型フリートとしては初の中古機導入となる。本機にBSIは備えられておらず、座席数は176席（他機は174席）、後方ラバトリーは1箇所のみ（他機は2箇所）、エンジンもグレードが異なるなど、他の機体仕様も概ね全日空在籍時のままで運用されている。
737-800型機は2019年限りでボーイングにおける生産が終了しており、ソラシドエアが今後フリート増強を図る場合には、仕様の違いに目をつぶっても本機のように状態の良い中古機を探すか、大きな投資を覚悟で新造の別機種に転じるかの選択を迫られることになる。

## 機内サービス
自社の機内誌『ソラタネ』およびANAの機内誌『翼の王国』を乗客向けに設置、配布している。ドリンクサービスではコーヒー、アゴユズスープ、お茶、リンゴジュースが乗客向けに無料提供される。また、機内限定品が客室乗務員によって販売されており、毎月、品揃えが変わる。
ボーディング・ミュージックには富貴晴美作曲の「羽ばたけ笑顔」が起用されている。

## 空恋プロジェクト・特別塗装機
「空恋プロジェクト」は、ソラシドエアが実施する機体を活用した地域振興プロジェクトであり、1機体に九州・沖縄の1自治体を基本に、1年間機体側面に地名を表示すると共に、機内では各自治体独自の方法で実施自治体をPRする。
| 機体記 号 | 機体名称                                          | 実施自治体                                                                                   | 開始日     | 終了日     |
| --------- | ------------------------------------------------- | -------------------------------------------------------------------------------------------- | ---------- | ---------- |
| JA804X    | 綾ユネスコ エコパーク号                           | 宮崎県綾町                                                                                   | 2012/10/18 | 2013/12/16 |
| JA805X    | 西米良カリコボーズ号                              | 宮崎県西米良村                                                                               | 2013/02/16 | 2014/03/18 |
| JA803X    | 神話のふるさと みやざき号                         | 宮崎県                                                                                       | 2013/03/23 | 2014/04/03 |
| JA802X    | くまモンGO!                                       | 熊本県                                                                                       | 2013/03/26 | 2014/04/02 |
| JA801X    | 元気ファクトリー錦江町号                          | 鹿児島県錦江町                                                                               | 2013/07/01 | 2014/10/22 |
| JA808X    | 春咲へひとっ飛び！沖縄やんばる号                  | 沖縄県                                                                                       | 2013/10/03 | 2014/10/20 |
| JA806X    | おむらんちゃん号                                  | 長崎県大村市                                                                                 | 2013/11/21 | 2014/11/26 |
| JA807X    | 世界農業遺産の里 国東号                           | 大分県国東市                                                                                 | 2013/12/03 | 2015/03/12 |
| JA802X    | 阿蘇草原再生くまモンGO!                           | 熊本県阿蘇                                                                                   | 2014/04/10 | 2016/08/23 |
| JA803X    | 九州の楽園 宮崎市号                               | 宮崎県宮崎市                                                                                 | 2014/06/01 | 2015/06/08 |
| JA804X    | 天孫降臨ひむか共和国号                            | 宮崎県延岡市、日向市、門川町、諸塚村、椎葉村、美郷町、高千穂町、日之影町、五ヶ瀬町の９市町村 | 2014/07/11 | 2015/12/08 |
| JA809X    | 霧島山のふもと たかはる号                         | 宮崎県高原町                                                                                 | 2014/09/27 | 2015/10/08 |
| JA808X    | やんばる花めぐり号                                | 沖縄県                                                                                       | 2014/10/31 | 2015/11/10 |
| JA811X    | プロ野球沖縄スプリングキャンプへGO！              | 沖縄県                                                                                       | 2014/12/15 | 2016/04/05 |
| JA806X    | VISITあまくさ号                                   | 熊本県天草市、上天草市、 苓北町                                                              | 2015/04/28 | 2016/10/28 |
| JA805X    | 肉と焼酎のふるさと 都城（みやこのじょう）号       | 宮崎県都城市                                                                                 | 2015/10/01 | 2016/10/06 |
| JA803X    | ひっ翔べ！さつま号                                | 鹿児島県さつま町                                                                             | 2016/03/19 | 2017/06/01 |
| JA809X    | 日本のひなた宮崎号                                | 宮崎県                                                                                       | 2016/02/01 | 2017/06/23 |
| JA807X    | がんばろう！九州号                                | 復興支援プロジェクト                                                                         | 2016/05/28 | 2020/06/17 |
| JA812X    | がんばるけん！くまモンGO                          | 復興支援プロジェクト                                                                         | 2016/07/26 | 2020/06/24 |
| JA811X    | ギリギリ鹿児島 そお市号                           | 鹿児島県曽於市                                                                               | 2017/09/01 | 2018/09/03 |
| JA802X    | 特産品ブランド・きつきのきづきPR号                | 大分県杵築市                                                                                 | 2017/07/14 | 2018/09/22 |
| JA801X    | 手延そうめんのまち 「おいしい南島原号」           | 長崎県南島原市                                                                               | 2017/09/29 | 2018/11/08 |
| JA805X    | うんまか！つけあげ いちき串木野号                 | 鹿児島県いちき串木野市                                                                       | 2018/09/01 | 2019/09/03 |
| JA806X    | 水上スカイヴィレッジ号                            | 熊本県水上村                                                                                 | 2018/08/01 | 2018/09/18 |
| JA810X    | Rio Park Ginoza号                                 | 沖縄県宜野座村                                                                               | 2018/10/03 | 2019/10/02 |
| JA809X    | 陶器のまち HASAMI号                               | 長崎県波佐見町                                                                               | 2018/11/09 | 2019/11/12 |
| JA808X    | 天草の崎津集落 世界遺産2018（VISITあまくさ号）    | 熊本県天草市、上天草市、零北町                                                               | 2019/10/30 | 2021/04/29 |
| JA801X    | ウィー♡（ラブ）ニチナン号                         | 宮崎県日南市                                                                                 | 2019/11/01 | 2021/04/30 |
| JA802X    | 五島へGO号                                        | 長崎県五島市                                                                                 | 2019/12/17 | 2021/06/16 |
| JA805X    | みんなで頑張るばい！くまモン号                    | 熊本県                                                                                       | 2020/09/15 | 2023       |
| JA803X    | 食♡おおいた県南うすきつくみきてくださいき号       | 大分県臼杵市、津久見市、佐伯市                                                               | 2020/10/17 | 2022/03/31 |
| JA812X    | ナッシーリゾートin宮崎号                          | 宮崎県                                                                                       | 2020/12/19 | 2022/09/28 |
| JA807X    | 霧島市・海津市 姉妹都市交流50周年アニバーサリー号 | 鹿児島県霧島市、岐阜県海津市                                                                 | 2021/04/18 | 2022/11/09 |
| JA810X    | 神都高千穂 タヂカラオ号                           | 宮崎県高千穂町                                                                               | 2021/07/17 | 2023/04/05 |
| JA809X    | ちゃんぷる～文化のまち 沖縄市へGO                 | 沖縄県沖縄市                                                                                 | 2022/04/11 | 2023/09/26 |
| JA803X    | ナッシージェット宮崎                              | 宮崎県                                                                                       | 2023/03/02 | PR中       |
| JA812X    | ただのいなかじゃーなかよ。南阿蘇GO                | 熊本県南阿蘇村                                                                               | 2023/06/14 | PR中       |

- 綾ユネスコエコパーク号 JA804X（東京国際空港）
- 西米良カリコボーズ号 JA805X（東京国際空港）
- 阿蘇草原再生くまモンGO! JA802X（東京国際空港）
- がんばるけん！くまモンGO JA812X（東京国際空港）
- ナッシーリゾートin宮崎号 JA812X（東京国際空港）
- ナッシージェット宮崎・右面 JA803X（東京国際空港）
- ナッシージェット宮崎・左面 JA803X（東京国際空港）

## トラブル・不祥事

### パイロットによる不正運航
2007年9月、宮崎発東京行58便の機長が、電子機器の使用が禁止されている着陸時に、自ら依頼してデジタルカメラを使用させていたことが、2009年4月13日に判明した。同月17日に、国土交通省は会社を厳重注意した。
2008年5月23日、運航乗務員が健康診断において既往歴を不正に申告し、航空機を操縦していたことが判明した。

### 定期整備の未実施
2010年2月、耐空性に重大な影響を与える場合に航空局より発行されるTCD（耐空性改善通報）を全日本空輸より出向してきた40代の整備計画担当者が作成したシステムのプログラムミスにより、最大631時間超過していたため、国土交通省は会社を厳重注意した。
実施されなかった整備作業はTCD（耐空性改善通報）で定められた高揚力装置（フラップ）の部品や発電機制御装置などの点検で、プログラムミスにより定期的に実施されず、発電機制御装置の点検では600時間ごとに実施が必要であるが、631時間超過していた。

### 羽田空港における見切り出発
2024年3月11日、羽田発熊本行き11便（定刻:午前7時15分発、ボーイング737-800型機、機体番号JA805X）が乗客105人のうち34人を乗せずに出発し、スポット（駐機場）へ戻り再出発するトラブルがあった。
報道によると乗客105人に対してバス3台を手配し、スポットに向かったが、34人を乗せた2台目の運転手（東京空港交通）が手渡されていた紙に記載されたスポット番号と機体番号を取り違え、誤って「805」の駐機場へ向かった。3台目のバスが機側に到着して乗客が搭乗した後、バス運転手から最終バスであると伝えられた11便は、定刻から2分遅れの午前7時17分に出発した。その後、2台目のバスからの無線により34人の未搭乗が共有された。11便は離陸前の地上走行を引き返し、2台目のバスの34人も乗せた上で、定刻より32分遅れとなる午前7時47分に再出発し、熊本には25分遅れの午前9時35分に到着した。